# Schroeder-Headz
Schroeder-Headz（シュローダーヘッズ）は、日本のキーボーディスト・渡辺シュンスケによるソロプロジェクト。ピアノ、ベース、ドラムスのトリオ編成で器楽曲バンドとして活動する。ソニー・ミュージックアーティスツに属する。本項は渡辺本人についても記述する。

## 概要
ソングライター、音楽プロデューサー、サポート・キーボーディストとして佐野元春&THE COYOTE BAND、堂島孝平、柴咲コウ、PUFFY、降谷建志、Coccoなど、数多くのアーティストのライブや録音に参加する渡辺が、ジャズにとらわれない未来のピアノ・トリオを作る目的で始めたポストジャズ・プロジェクト。
エレクトロニカ、ブレイクビーツ、ポスト・ロックといった現代のポップ音楽を、ジャズやクラシックのフィルターを通して表現、美しいメロディを奏でるリリカルなピアノを中心に、ベースとドラムが紡ぎ出すオーガニックなビートとプログラミングを融合させた独自サウンドで話題となる。
土岐麻子をボーカルに迎えた「土岐麻子 meets Schroeder-Headz」名義でライブを行うこともある。渡辺のプロジェクトとしては、Schroeder-Headzのほかにオリジナルソングをボーカルとピアノで披露するcafelonがある。
アメリカの漫画『ピーナッツ』でトイピアノを弾く少年「シュローダー」からプロジェクト名を採った。「ピーナッツ」のアニメ作品で音楽を担当したヴィンス・ガラルディへ敬愛の意も込めている。

## ディスコグラフィー

### シングル
|     | 発売日        | タイトル                                      | 備考              |
| --- | ------------- | --------------------------------------------- | ----------------- |
| 1st | 2013年11月6日 | Sleepin' Bird feat. Shing02 - remixed by NUMB | Plankton Co.,Ltd. |

### 配信限定シングル
| 発売日         | タイトル                            | レーベル                   |
| -------------- | ----------------------------------- | -------------------------- |
| 2017年6月14日  | 手紙が届けてくれたもの              | ビクターエンタテインメント |
| 2019年10月30日 | Pale Dream Swimmer feat. 武田カオリ | ビクターエンタテインメント |
| 2021年2月3日   | 空飛び猫 feat. 大貫妙子             | WOWOW                      |
| 2023年6月28日  | Rhapsody in Summer                  | ビクターエンタテインメント |

## ミュージックビデオ
| 監督       | 曲名                                 |
| 甲田周平   | 「Soulful Strut」「NEWDAYS」         |
| 土井昌徳   | 「Blue Bird」                        |
| black★bath | 「baby's star jam」「Sleepin' Bird」 |
| 不明       | 「Follow Me」                        |

## 出演

### 映画
- 「ハローグッバイ」（2016年10月27日、アンプラグド） - 茅野耕介／茅野幸二郎 役
  - 音楽と主題歌・劇中歌も担当。

## 音楽
- WOWOWオリジナルドラマ『ペンションメッツア』（2021年1月16日 - 2月20日、WOWOWプライム）[4]
- 短編アニメーション『とつくにの少女』（2019年9月10日）
  - 長編アニメーション『とつくにの少女』（2022年3月10日）[5]

## 主なライブ

### ワンマンライブ・主催イベント
- 2014年05月04日 - 6月27日：2nd ALBUM「Synesthesia」リリースツアー
w/sleepy.ab / chikyunokiki
- 2016年02月20日 - 3月20日：アルバム「特異点」発売記念 ミニライブ&ジャケットサイン会
- 2016年04月01日 - 6月26日：3rd ALBUM「特異点」リリース・ツアー
w/jizue / Keishi Tanaka / aries spook / rega / Rei / the cheesecakes / UNCHAIN / カルメラ

### 出演イベント
- 2011年06月29日 - 音霊 OTODAMA SEA STUDIO 2011 「いつも僕らのそばにあの音が鳴ってんだ」
- 2012年03月17日 - HAPPY JACK 2012
- 2012年03月19日 - Fell the Mix !!
- 2012年03月20日 - SANUKI ROCK COLOSSEUM～BUSTA CUP 3rd round～
- 2012年04月28日 - NEW BREEZE
- 2012年04月30日 - Niigata Rainbow ROCK Market 2012
- 2012年05月06日 - A SONG I is not only in voice.
- 2012年05月19日 - Shimokitazawa SOUND CRUISING ～NIGHT TIME～
- 2012年05月26日 - UNCHAIN 5th Album Release Tour "Eat The Moon Parade"
- 2012年06月02日 - 頂 2012
- 2012年08月02日 - ガムシャロック-番外編2012-
- 2012年08月21日 - ～波の数だけ抱きしめて～
- 2012年10月14日 - MINAMI WHEEL 2012
- 2012年10月19日 - MUSIC HOURS
- 2012年11月25日 - DE DE MOUSE tour
- 2012年12月22日 - Love sofa X'mas 3days Special
- 2012年12月24日 - Beat Happening! ～X'MAS SPECIAL HAPPENING@GARDEN!～
- 2013年03月11日 - MASTER PEACE 2013
- 2013年03月17日 - HAPPY JACK 2013
- 2013年06月24日 - Alternative Thrashing Mad vol.7
- 2013年07月06日 - 見放題2013
- 2013年08月23日 - 音霊 OTODAMA SEA STUDIO 2013 「～音の数だけ抱きしめて!～」
- 2013年08月27日 - Summer Trail 2013 ～VINTAGE ROCKの夏合宿～
- 2013年09月16日 - "Come&Peace 10th Anniversary Party"Support by WaikikiRecord
- 2013年12月06日〜10日 - 土岐麻子 meets Schroeder-Headz「す!ば!ら!し!い! Toki Asako meets Schroeder-Headz お!も!て!な!し! ～感嘆符が！品切れだ。チケットは売り切れだ。あまりに華麗な土岐麻子!あまりに過激な渡辺シュンスケ！ Schroeder-Headzで、お!も!て!な!し!～」
- 2013年12月29日 - 年末調整GIG 2013
- 2014年01月12日〜19日 - 土岐麻子 meets Schroeder-Headz「Toki-Headz! 真冬の夜を暖める 大人の、マッドネス! 土岐麻子 meets Schroeder-Headz 心と体が動きっぱなしだ 1月の、ポップ・オルタナティブ!」
- 2014年03月15日 - HAPPY JACK 2014
- 2014年03月21日 - 「宇宙コンビニ染まる音を確認したら」-EXTRA EDITION-
- 2014年03月22日 - MUSIC CUBE 14
- 2014年05月18日 - いつまでも世界は…第三回
- 2014年05月30日 - なべフェス ～I LOVE Watanabe～
- 2014年07月02日 - Billboard JAPAN x FEVER The 9th Stop ～Vol.1
- 2014年07月05日 - 下北沢音楽祭 SMILEY'S GARDEN "シモキタザワ ノクターン"
- 2014年08月04日 - Bougainvillea
- 2014年08月10日 - SAY HELLO FESTIVAL 2014
- 2014年09月06日 - 第13回 東京JAZZ
- 2014年09月07日 - 22nd Sunset Live 2014 -Love&Unity-
- 2014年10月12日 - MINAMI WHEEL 2014
- 2014年11月07日 - Schroeder-Headz×まきちゃんぐ
- 2014年11月21日 - shibuya 7th FLOOR presents 一次会
- 2014年12月28日 - 年末調整GIG 2014
- 2015年04月04日 - 高円寺周遊フェスBOYS ON DREAM～一生青春!!～
- 2015年04月19日 - トアロード・アコースティック・フェスティバル2015
- 2015年04月25日 - ARABAKI ROCK FEST.15
- 2015年04月26日 - Sing Your Song!
- 2015年06月06日 - 頂 -ITADAKI- 2015
- 2015年06月07日 - SAKAE SP-RING 2015
- 2015年06月20日 - REAL MUSIC NAKED presents REAL MUSIC VILLAGE 2015
- 2015年06月27日 - wilberry presents "ROCK the MIRROR BALL 2015 <2nd. quarter>"
- 2015年07月03日 - CLUB UPSET 10th ANNIVERSARY two-man Series
- 2015年07月04日 - 見放題2015
- 2015年07月19日 - 夏びらき MUSIC FESTIVAL'15 所沢
- 2015年07月20日 - ツタロック×Kenji Furuya Presents「Dances With Wolves」
- 2015年07月21日 - CLUB Que夏ノ陣 VSシリーズ vol.10 ～RETURN TO NATURAL～
- 2015年07月25日 - HandMade In Japan Fes' 2015
- 2015年08月08日 - LIVE LIGHT#2「SPECIAL OTHERS×Schroeder-Headz」
- 2015年09月16日 - UNCHAIN presents Mr. VIRUSOUL ～7th Operation～
- 2015年10月03日 - MEGA☆ROCKS 2015
- 2015年10月14日 - NO MARK vol.26
- 2015年10月18日 - 三鷹の森フェスティバル 2015
- 2015年11月03日 - Negiccoと、ツーマンにくりだそうツアー!!!
- 2015年11月04日 - FIESTA!!
- 2015年12月11日 - PLAY TODAY PRESENTS『NOSTALGIC CHRISTMAS LIVE』
- 2015年12月25日 - GYOKUSAI【玉祭】40
- 2015年12月26日 - 年末調整GIG 2015
- 2016年01月16日 - NOrth MUSIC,NOrth LIFE. Vol.10
- 2016年02月18日 - GRAPEVINE「SOMETHING SPECIAL」
- 2016年02月22日 - Wordplay vol.34
- 2016年03月05日 - ローソンHMVエンタテイメント Presents 『HMV & BOOKS 博多マルイ』 バースデーイベント
- 2016年03月11日 - Rockin' In Rhythm
- 2016年03月18日 - ROPPONGI VARIT grand opening party!
- 2016年03月21日 - マザレフェス 2016
- 2016年05月15日 - Tokyo Jazz in Singapore by Tokyo Jazz Festival
- 2016年07月16日・17日 - jizue new album「story」release tour